# Кювет (департамент)
Кюве́т (фр. Cuvette) — департамент в Республіці Конго. Межує з департаментами Санга, Західний Кювет, Плато та Лікуала і з Габоном та Демократичною Республікою Конго. Площа — 48 250 км². Населення на 2010 рік — 152 433 особи. Щільність — 3,16 осіб/км². Природний приріст — -6,95 %. Адміністративний центр — місто Овандо.

## Населення
Динаміка зміни чисельності населення:
| Рік  | населення |
| ---- | --------- |
| 1984 | 94 699    |
| 1996 | 112 946   |
| 2006 | 138 846   |
| 2010 | 152 433   |

## Адміністративний поділ
Кювет підрозділяється на 9 округів:
- Бунджі (16 015 осіб).
- Луколела (21 442 осіб).
- Макуа (21 910 чоловік).
- Мосака (25 636 осіб).
- Нгоко (2866 осіб).
- Нтоку (4075 осіб).
- Овандо (40 174 особи).
- Ойо (17 948 осіб).
- Чикапіка (5978 осіб).